# Synagogue de Saint-Thomas
La synagogue de Saint-Thomas est une synagogue située à Charlotte Amélie sur l'île de Saint-Thomas dans les îles Vierges des États-Unis.  
Le nom officiel de la synagogue est Congrégation Beracha Veshalom Vegmiluth Hasadim (en hébreu : קהל קדוש ברכה ושלום וגמילות חסדים).

## Histoire
La synagogue est construite en 1833 et est la deuxième synagogue la plus ancienne sur le sol américain (après la synagogue Touro de 1763 à Rhode Island). Elle est construite pour une congrégation fondée en 1796 par des juifs séfarades espagnols et portugais venus dans les Caraïbes pour financer le commerce entre l'Europe et le Nouveau Monde. 
À l'instar d'autres synagogues caribéennes telles que la synagogue de Kingston en Jamaïque et la synagogue de Willemstad au Curaçao, le plancher est recouvert de sable.
La synagogue est déclarée monument historique national en 1997.
À la suite des ouragans Irma et Maria qui ont ravagé une grande partie de Saint-Thomas en septembre 2017, la synagogue subit d'importants dégâts,.

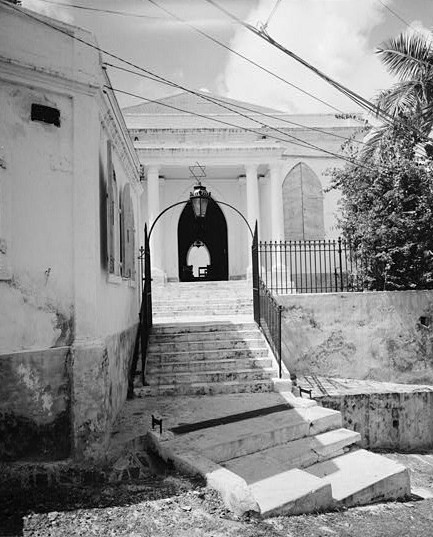
Entrée de la synagogue.
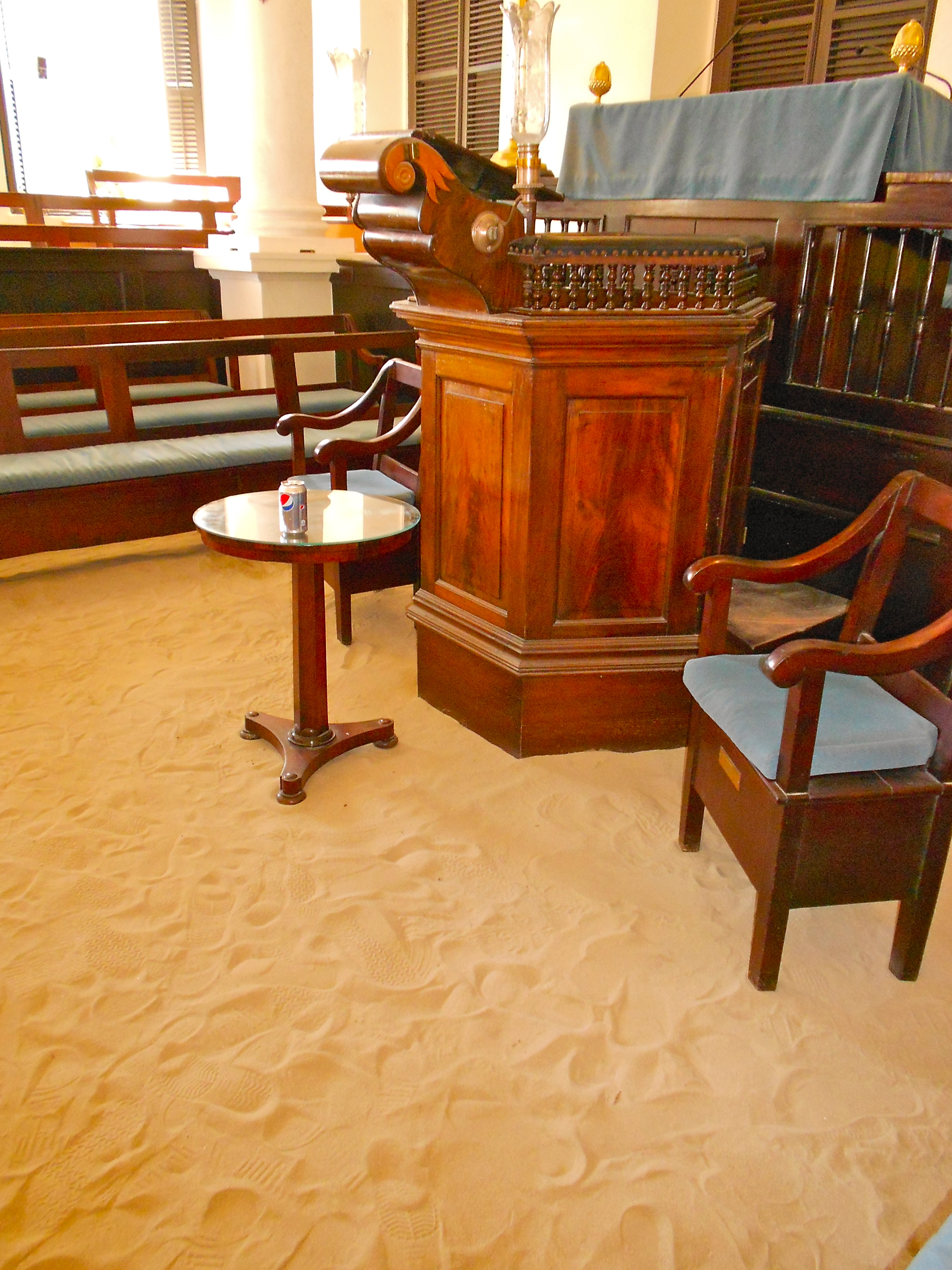
Plancher recouvert de sable.